# 顾颉刚故居
顾颉刚故居，位于江苏省苏州市姑苏区悬桥巷顾家花园4号、7号。建于清代，为苏州市文物保护单位。

## 历史
顾颉刚（1893年 - 1980年），本名顾诵坤，苏州人，当代历史、民俗学家。古史辨学派创始人，对中国各地历史、地理、疆域、民俗都有深入研究。曾执教于北京大学、中山大学、燕京大学、复旦大学等校，任中国科学院历史研究所研究员、全国政协文史委副主任、中国社科院历史研究所学术委员等职。
顾颉刚故居也称宝树园，为其先祖顾其蕴建于明末，园内多种植山茶花，称之“宝树”。顾其蕴之孙顾秉忠在园内建安时堂。太平天国时期被占为陈炳文王府，此后改机织局，园荒。顾颉刚祖父顾之义对园重建整修，恢复花园山石。现故居存有两路，东路六进，西路两进，故居为东路第五进院落，顾氏后人居住于此，其余皆散为民居。
1998年11月24日，苏州市人民政府公布，其入选第四批苏州市文物保护单位。